# 노바텍 (대한민국의 기업)
주식회사 노바텍(영어: NOVATECH)은 대한민국의 금속 자석 기업이다. 네오디뮴 자석에 주력하며 폴더블폰과 전장, 2차전지 탈철기, Qi2 방식 충전기 분야에서 사용된다.

## 역사
2025년 한국재료연구원(KIMS)으로부터 희토류에 의존하지 않는 차세대 영구자석 기술을 이전을 이전받았다.